# Naturschutzgebiet Steinbecke

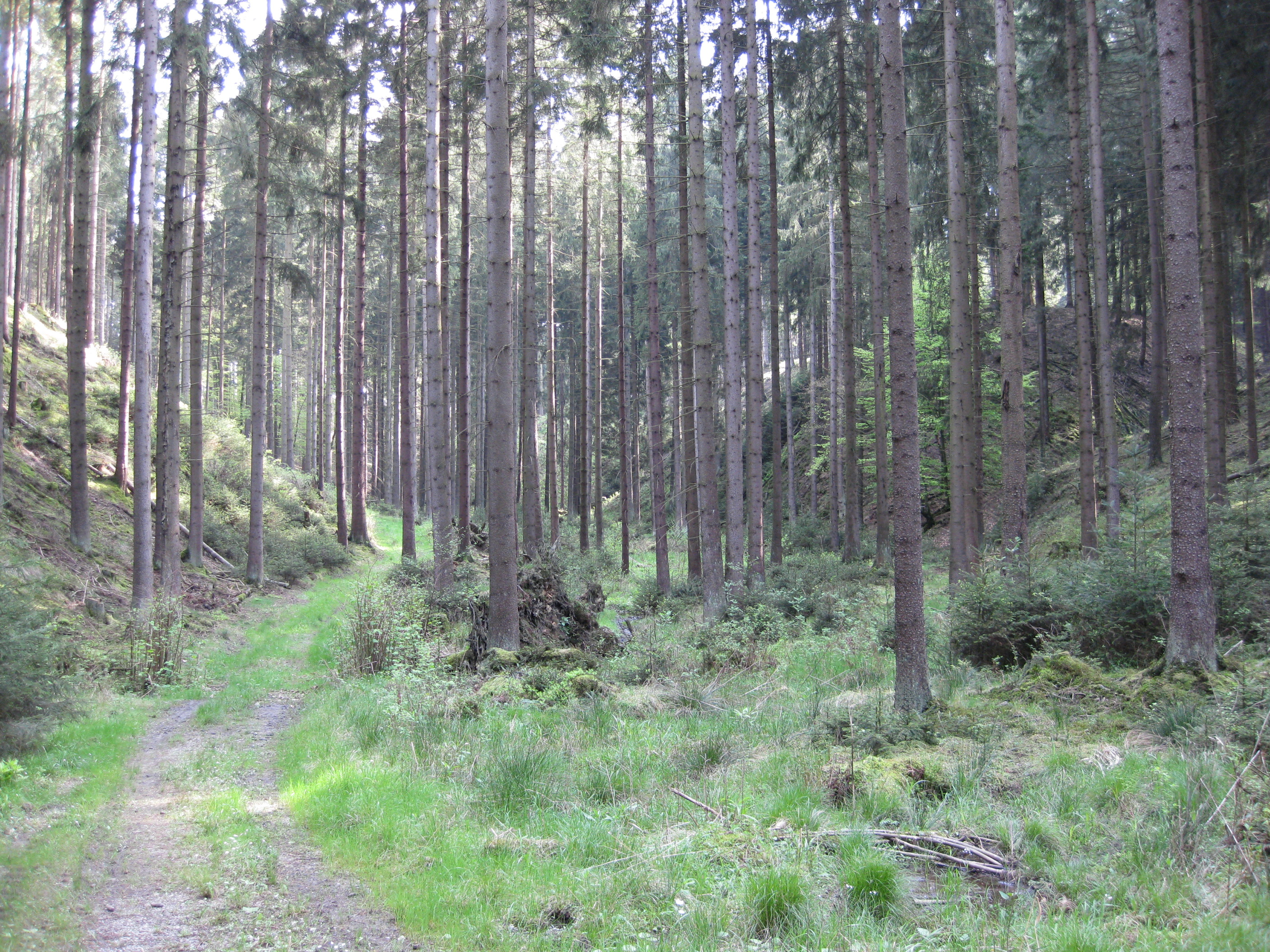
Steinbecketal

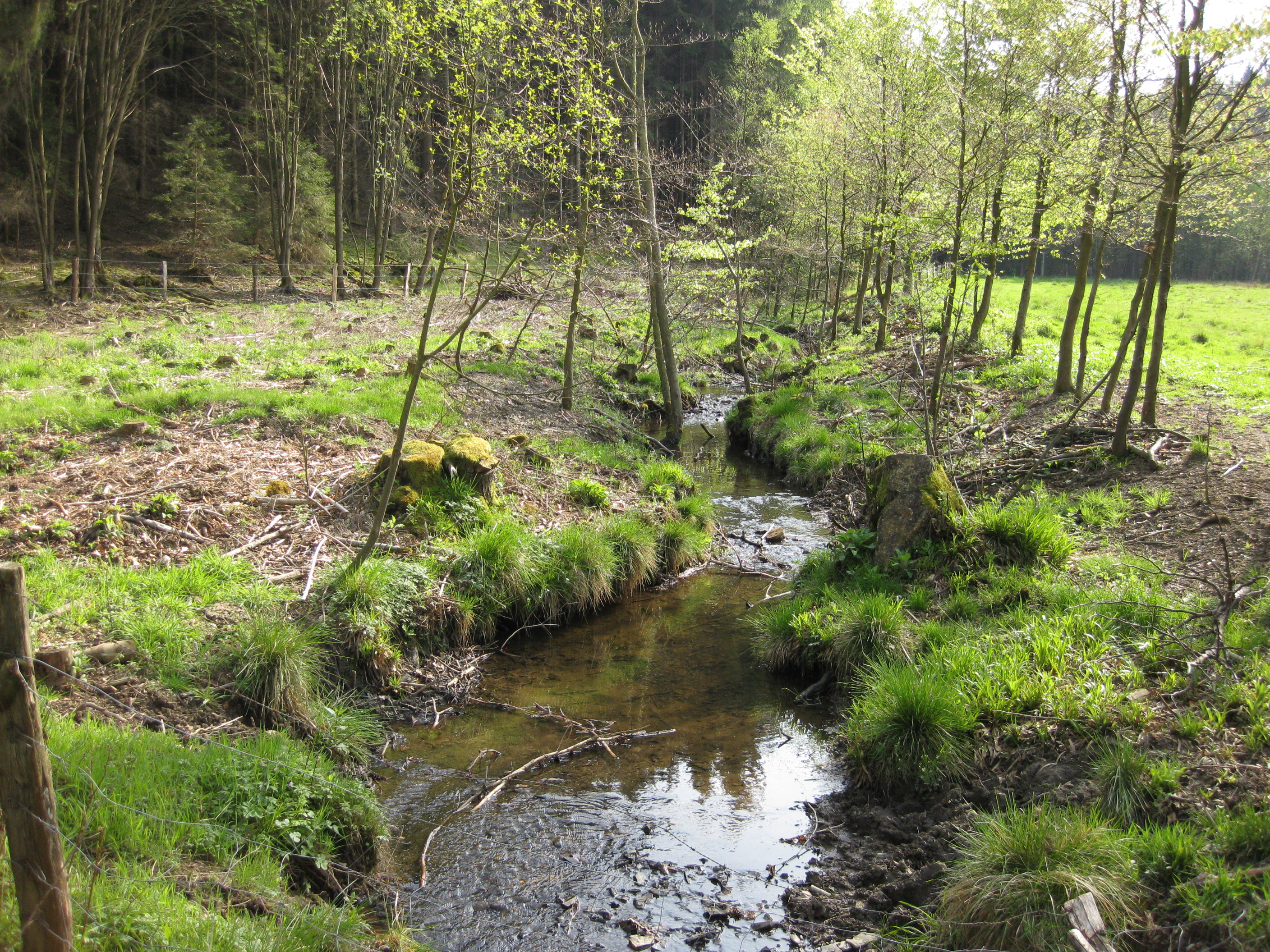
Bach vor Mündung in die Möhne

Das Naturschutzgebiet Steinbecke mit einer Größe von 43,11 ha liegt im westlichen Stadtgebiet von Brilon und umfasst die Steinbecke und Nebenbäche mit deren Auen von der Quelle bis zur Möhne. Das Gebiet wurde 2008 mit dem Landschaftsplan Briloner Hochfläche durch den Hochsauerlandkreis als Naturschutzgebiet (NSG) ausgewiesen. Westlich grenzt das Naturschutzgebiet Waldbruch und östlich das Naturschutzgebiet Oberes Möhnetal an. Das NSG gehört seit 2023 zum Vogelschutzgebiet Diemel- und Hoppecketal mit angrenzenden Wäldern.

## Gebietsbeschreibung
Beim NSG handelt es sich um das Talsystem der Steinbecke von der Quelle bis zum Naturschutzgebiet Oberes Möhnetal. Neben den Bächen gehört jeweils die Aue zum NSG. In der Aue befinden sich Bruchwälder, Auwaldrelikte und bachbegleitende Erlenwälder. Neben den natürlichen Laubwäldern finden sich auch viele Rotfichtenwälder im NSG.
Das Landesamt für Natur, Umwelt und Verbraucherschutz Nordrhein-Westfalen dokumentierte Pflanzenarten wie Adlerfarn, Bach-Spatenmoos, Bachbunge,  Bergfarn, Bitteres Schaumkraut, Bittersüßer Nachtschatten, Borstgras, Brennender Hahnenfuß, Buchenfarn, Dreizahn, Echter Baldrian,  Flutender Schwaden, Gegenblättriges Milzkraut, Gewöhnlicher Gilbweiderich, Goldenes Frauenhaarmoos, Hain-Gilbweiderich, Harzer Labkraut, Kleiner Baldrian, Moor-Birke, Quell-Sternmiere, Rippenfarn, Siebenstern, Sumpf-Helmkraut, Sumpf-Labkraut, Sumpf-Pippau, Sumpf-Veilchen, Sumpf-Vergissmeinnicht, Ufer-Wolfstrapp, Wald-Schachtelhalm, Wald-Schaumkraut und Wasserpfeffer.

## Schutzzweck
Im NSG soll die Aue der Steinbecke und deren Nebenbäche geschützt werden. Wie bei allen Naturschutzgebieten in Deutschland wurde in der Schutzausweisung darauf hingewiesen, dass das Gebiet „wegen der Seltenheit, besonderen Eigenart und Schönheit des Gebietes“ zum Naturschutzgebiet wurde. Der Landschaftsplan führt zum speziellen Schutzzweck auf: „Erhaltung und Optimierung eines kleinen Siepensystems mit naturnahen Fließgewässern, Relikten von bachbegleitenden Erlenwäldern und ökologischen Sonderstandorten; Stärkung der Gliederungsfunktion des Gewässersystems in der umgebenden, im Nahbereich von Fichten dominierten Waldlandschaft; Verbund der noch vorhandenen Bestände bodenständiger Waldgesellschaften zugunsten des Austauschs darauf angewiesener Tier- und Pflanzenarten; Schutz der besonderen Eigenart der Talschluchten im Bild der umgebenden, morphologisch weniger gegliederten Waldlandschaft.“